# Emma Carrasco
Artikeln följer den spanska namnseden; faderns efternamn är Carrasco och moderns efternamn Cadens.
Emma Carrasco Cadens, född 31 december 2005 i Lleida, är en spansk simmare. Hennes far Jordi Carrasco är en tidigare simmare som tävlade vid olympiska sommarspelen 2000 i Sydney.

## Karriär
Som 15-åring deltog Carrasco i sitt första seniormästerskap, kortbane-EM 2021 i Kazan, där hennes bästa placering blev 16:e plats på 200 meter medley. Vid junior-EM 2022 i Otopeni tog Carrasco guld på 400 meter medley och brons på 200 meter medley. Vid junior-VM 2022 i Lima tog hon guld på 200 meter bröstsim och brons på 200 meter medley.
Under 2023 gjorde Carrasco sin VM-debut vid VM 2023 i Fukuoka, där hon slutade på 22:a plats på 200 meter medley och på 28:e plats på 400 meter medley. Följande år gjorde Carrasco sin OS-debut vid olympiska sommarspelen 2024 i Paris, där hon slutade på 15:e plats på 200 meter medley och på 12:e plats på 400 meter medley. Under året tog Carrasco sig även till final på både 200 och 400 meter medley vid kortbane-VM 2024 i Budapest och slutade på sjunde respektive åttonde plats.